# 海厄利亞
海厄利亞（英語：Hialeah）是美國佛羅里達州邁阿密-戴德縣的一座城市，根据2020年美国人口普查，其人口为223,109人，是佛罗里达州第六大城市，也是迈阿密都会区中人口规模仅次于迈阿密的第二大城市。该市位于迈阿密西北偏西方向，与奥帕洛卡、迈阿密及迈阿密莱克斯接壤，并毗邻迈阿密奥帕洛卡行政机场和迈阿密国际机场。值得一提的是，海厄利亚是迈阿密-戴德县少数拥有独立街道编号系统的城市之一，其网格系统与以迈阿密市中心弗拉格勒大街为基准的县内其他地区有所不同。
海厄利亚的历史可追溯至20世纪初。1921年，航空先驱格伦·柯蒂斯与牧场主詹姆斯·H·布莱特共同开发了这片土地，其名称源自塞米诺尔印第安语，意为“高草原”。1925年，海厄利亚正式建市，当时人口仅1,500人。在“咆哮的二十年代”，这里曾是精英阶层的娱乐胜地，尤以著名的海厄利亚公园赛马场闻名。该赛马场不仅见证了众多纯种赛马的历史性时刻，还吸引了无数社会名流。然而，1926年9月的一场飓风重创了这座城市，到第二次世界大战期间城市经济逐渐复苏。
20世纪中叶，海厄利亚经历了显著的社会转型。1959年古巴革命后，大量古巴流亡者涌入，与二战退伍军人共同将这座曾经的精英度假地转变为工薪阶层社区。这一移民潮深刻塑造了城市的文化面貌，截至2020年，海厄利亚的拉丁裔居民比例高达94%，为美国本土地区第二高，仅次于波多黎各的建制社区。其中，古巴及古巴裔居民占比达84.1%，居全美城市之首。西班牙语成为城市生活的重要部分，2023年数据显示，89.5%的海厄利亚居民在家中使用西班牙语。